# Haverbeck (Damme)
Haverbeck ist ein Ortsteil der Stadt Damme im niedersächsischen Landkreis Vechta. 

## Geografie und Verkehrsanbindung
Haverbeck liegt nordöstlich des Kernortes Damme, nordwestlich des Dümmers und nordöstlich der Dammer Berge. Westlich vom Ort erhebt sich der 95 m hohe Voßkuhlenberg und südwestlich der 85,2 m hohe Steinberg. Durch den Ort fließt der Voßkuhlengraben, ein linksseitiger Zufluss der Hunte.